# پرنده لیور

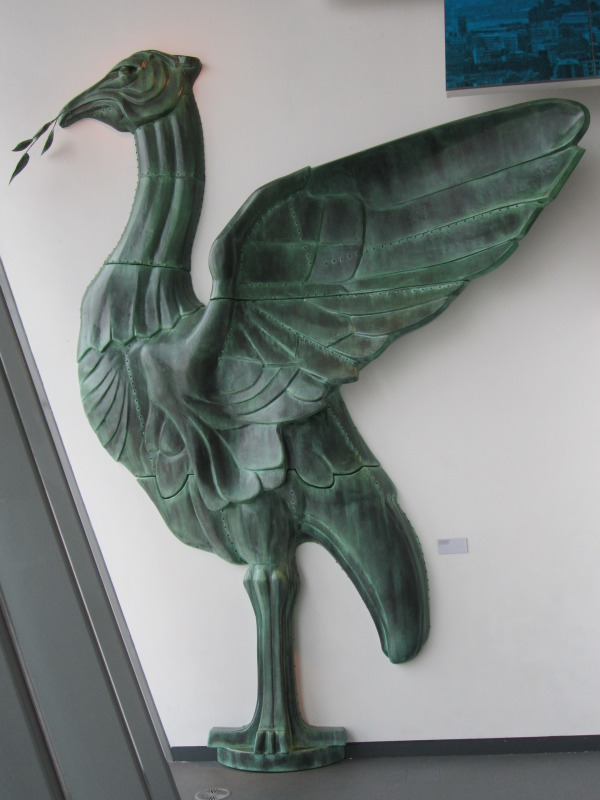
نماد پرنده لیور در موزه لیورپول

پرنده لیور (انگلیسی: Liver bird) با تلفظ صحیح ‎/ˈlaɪvərbɜːrd/‎ (لایور برد) نماد شهر لیورپول انگلستان است. ایده بهره جستن از این نماد به قرون وسطی برمی‌گردد اما در کل پرنده لیور، موجودی اسطوره‌ای است که ریشه آن در اسطوره‌های کهن بریتانیا به ویژه در منطقه مرزیساید نهفته است.این نماد در سده هجدهم میلادی گاهی به صورت عقاب به تصویر کشیده می‌شد اما پس از آن در سده نوزدهم میلادی به صورت رسمی به شکل پرنده‌ای در تیرۀ باکلانان کشیده می‌شود. از شناخته‌شده‌ترین این شکل‌ها می‌توان به لیور برد در نشان باشگاه فوتبال لیورپول، دانشگاه لیورپول، دانشگاه جان مورز، دانشگاه اج هیل و لیورپول اکو (روزنامه محلی منطقه مرزیساید) اشاره کرد. 